# Drosophila cauverii
Drosophila cauverii este o specie de muște din genul Drosophila, familia Drosophilidae, descrisă de Muniyappa, Reddy și Prakash în anul 1982. Conform Catalogue of Life specia Drosophila cauverii nu are subspecii cunoscute.